# تعرية مسطحة
التعرية المسطحة «الليزاسيون» هي أحد أشكال التعرية حيث تؤدي الأنشطة البشرية لتآكل الأرض بطريقة متعمدة.
وصف مايكل جون سيلبي «التعرية المسطحة» في كتابه «سطح الأرض المتغير: مقدمة في علم تشكيل الأرض» بأنه «تآكل الأرض، والذي ينتشر على طول جوانب الأنهار والسواحل، بأنه يحدث نتيجة للأنشطة البشرية المتعمدة». وينطبق مفهوم التعرية المسطحة على الأنشطة البشرية المتعمدة والتي من خلالها يقوم الأفراد بالمساعدة على تآكل الرقعة الطبيعية عمدًا لأسباب تتضمن الاستجمام، وإدارة المخاطر، وجميع أشكال البناء والهدم.